# Oliver Hüsing
Oliver Hüsing (Bühren, 17 febbraio 1993) è un ex calciatore tedesco, di ruolo difensore.

## Carriera
Cresciuto nel settore giovanile del Werder Brema, ha esordito in prima squadra il 17 dicembre 2014 disputando l'incontro di Bundesliga perso 4-1 contro il Borussia M'gladbach.

## Statistiche

### Presenze e reti nei club
Statistiche aggiornate al 1º ottobre 2021.
| Stagione               | Squadra                | Campionato             | Campionato | Campionato | Coppe nazionali | Coppe nazionali | Coppe nazionali | Coppe continentali | Coppe continentali | Coppe continentali | Altre coppe | Altre coppe | Altre coppe | Totale | Totale |
| Stagione               | Squadra                | Comp                   | Pres       | Reti       | Comp            | Pres            | Reti            | Comp               | Pres               | Reti               | Comp        | Pres        | Reti        | Pres   | Reti   |
| ---------------------- | ---------------------- | ---------------------- | ---------- | ---------- | --------------- | --------------- | --------------- | ------------------ | ------------------ | ------------------ | ----------- | ----------- | ----------- | ------ | ------ |
| apr. 2012              | Werder Brema II        | 3L                     | 1          | 0          |                 | -               | -               |                    | -                  | -                  |             | -           | -           | 1      | 0      |
| 2012-2013              | Werder Brema II        | RL                     | 17         | 1          |                 | -               | -               |                    | -                  | -                  |             | -           | -           | 17     | 1      |
| 2013-2014              | Werder Brema II        | RL                     | 18         | 0          |                 | -               | -               |                    | -                  | -                  |             | -           | -           | 18     | 0      |
| 2014-gen. 2015         | Werder Brema II        | RL                     | 15         | 3          |                 | -               | -               |                    | -                  | -                  |             | -           | -           | 15     | 3      |
| Totale Werder Brema II | Totale Werder Brema II | Totale Werder Brema II | 51         | 4          |                 | -               | -               |                    | -                  | -                  |             | -           | -           | 51     | 4      |
| 2014-gen. 2015         | Werder Brema           | BL                     | 2          | 0          | CG              | 0               | 0               |                    | -                  | -                  |             | -           | -           | 2      | 0      |
| gen.-mag. 2015         | Hansa Rostock          | 3L                     | 16         | 2          |                 | -               | -               |                    | -                  | -                  |             | -           | -           | 16     | 2      |
| 2015-2016              | Werder Brema II        | 3L                     | 29         | 1          |                 | -               | -               |                    | -                  | -                  |             | -           | -           | 29     | 1      |
| 2015-2016              | Werder Brema           | BL                     | 1          | 0          | CG              | 0               | 0               |                    | -                  | -                  |             | -           | -           | 1      | 0      |
| 2016-2017              | Ferencváros            | NB1                    | 19         | 0          | CU              | 4               | 0               | UCL                | 1                  | 0                  |             | -           | -           | 24     | 0      |
| 2017-2018              | Hansa Rostock          | 3L                     | 37         | 4          | CG              | 1               | 0               |                    | -                  | -                  |             | -           | -           | 38     | 4      |
| 2018-2019              | Hansa Rostock          | 3L                     | 29         | 3          | CG              | 1               | 0               |                    | -                  | -                  |             | -           | -           | 30     | 3      |
| Totale Hansa Rostock   | Totale Hansa Rostock   | Totale Hansa Rostock   | 66         | 7          |                 | 2               | 0               |                    | -                  | -                  |             | -           | -           | 68     | 7      |
| 2019-2020              | Heidenheim             | 2L                     | 19         | 0          | CG              | 1               | 0               |                    | -                  | -                  |             | -           | -           | 20     | 0      |
| 2020-2021              | Heidenheim             | 2L                     | 26         | 2          | CG              | 0               | 0               |                    | -                  | -                  |             | -           | -           | 26     | 2      |
| 2021-2022              | Heidenheim             | 2L                     | 33         | 2          | CG              | 1               | 0               |                    | -                  | -                  |             | -           | -           | 34     | 2      |
| Totale Heidenheim      | Totale Heidenheim      | Totale Heidenheim      | 78         | 4          |                 | 2               | 0               |                    | -                  | -                  |             | -           | -           | 80     | 4      |
| 2022-2023              | Arminia Bielefeld      | 2L                     | 21+1       | 1+0        | CG              | 2               | 0               |                    | -                  | -                  |             | -           | -           | 24     | 1      |
| 2023-2024              | Hansa Rostock          | 2L                     | 15         | 0          | CG              | 1               | 0               |                    | -                  | -                  |             | -           | -           | 16     | 0      |
| Totale carriera        | Totale carriera        | Totale carriera        | 295        | 19         |                 | 11              | 0               |                    | 1                  | 0                  |             | -           | -           | 311    | 19     |

## Palmarès

### Club

#### Competizioni nazionali
- Coppa d'Ungheria: 1

Ferencváros: 2016-2017